# Fulladás (Odaát)
A Fulladás (Dead in the Water) az Odaát című televíziós sorozat első évadának harmadik epizódja.

## Cselekmény
Dean és Sam útja Wisconsin államba, a Manitoc-tó mellé vezet, ahol egy éven belül több ember is rejtélyes körülmények között megfulladt, testüket azonban sohasem találták meg. 
Mikor megérkeznek a tóvidéki kisvárosba, ismét ügynököknek adják ki magukat és beszélnek a helyi seriffel, Jake Davins-szel. Mialatt kifaggatják, az irodába lép a férfi lánya, Andrea, illetve annak kisfia, Lucas. A fivérek összebarátkoznak a nővel, akiről később kiderül, férje szintén a tóban vesztette életét, aminek Lucas is szemtanúja volt, így a fia azóta nem beszél, csakis rajzol. Később a fiúk meglátogatják a seriff egyik barátját, a szintén gyászoló Bill Carltont, akinek nemrégiben mindkét gyermeke meghalt; lánya a tóba, fia pedig a mosogatóba fulladt bele. 
Deanék ismét találkoznak Andreával és Lucasszal, aki nekik adja egyik rajzát, melyen egy ház látható. Winchesterék a környéken rátalálnak az épületre, amiben egy idős nő lakik. A hölgy behívja lakásába a fiúkat, akik egy beszélgetés során megtudják, hogy a nő fia az 1970-es években tűnt el, mialatt piros biciklijével éppen az iskolából tartott haza. Dean és Sam megpillantanak a szobában egy régi fényképet, melyen a néni fia, Peter Sweeney látható barátaival, az akkori Devinsszel és Bill Carltonnal. Mikor visszatérnek a Carlton házhoz, hogy ismét kikérdezzék Billt, szemtanúi lesznek, amint a tó közepe fele hajtva a férfi motorcsónakját valami felborítja, ő maga pedig a hullámok áldozata lesz. 
Ezek után a seriff kitoloncolja a fiúkat a városból, azonban ők nem mennek el; ellátogatnak Andreához. Betérve a házba, észreveszik, hogy a nő fuldoklik a fürdőkádban, így még időben sikerül megmenteniük. Miközben a nő köszönetet mond, Lucas Deanéket egy ház melletti helyre vezeti, ahol egy kis ásás után megtalálják az eltűnt Peter Sweeney a föld alá temetett piros biciklijét, mely korábban Lucas egyik rajzán is szerepelt. Váratlanul a seriff jelenik meg, pisztollyal a kezében, ekkor pedig Dean és Sam fejében összeáll a kép, amit fel is fednek Devins és lánya előtt: rengeteg évvel ezelőtt Jake és Carlton fojtották vízbe Sweeney-t, biciklijét pedig ide ásták el, csakhogy azóta a kisfiú szelleme a vízben kísért, hogy bosszút álljon két gyilkosán és azok családján. Jake ugyan bevallja tettét, a mólónál bóklászó Lucast azonban valami a vízbe rántja. Winchesterék azonnal a tóba ugranak, hogy megkeressék a fiút, ám hiába keresik, nem találják. Végül a seriff is a vízbe gázol, és könyörögni kezd a szellemnek, inkább vele végezzen, ám az unokáját hagyja békén. Lucas ekkor kibukkan a vízből, helyette azonban Jake fizet az életével; Sweeney a mélybe húzza. 
A történtek után Lucas újra beszélni kezd, anyjával a fivéreknek útravalót adnak, illetve köszönetet mondanak. Winchesterék azonban autójukkal ismét tovább indulnak, hogy folytassák a kutatást eltűnt apjuk után...

## Természetfeletti lények

### Peter Sweeney szelleme
Peter Sweeney egy 1970-es években élő wisconsini kisfiú volt, akit két másik fiúa, Jake Devins és Bill Carlton folytonosan terrorizált. Jake és Bill azonban egy alkalommal túllőttek a célon; az iskolából piros biciklijével hazatartó Petert elkapták, majd fejét a Manotic-tóba nyomták. A kisfiú azonban túl sok időt töltött a víz alatt, így megfulladt. Két rémült gyilkosa a holttestet a tóba dobta, biciklijét pedig elásták, majd megfogadták: soha, senkinek nem fognak beszélni erről.
Csakhogy 34 évvel a tragédia után Peter szelleme visszatért, hogy bosszút álljon gyilkosai családján, majd végül magukon rajtuk is. Elpusztítani holtteste hiányában nem lehetett, csupán akkor állt le, ha bevégezte feladatát.

### Szellem
A szellem egy olyan elhunyt ember lelke, ki különös halált halt, és lelke azóta az élők közt kísért, általában egy olyan helyen, mely fontos volt az illetőnek földi életében. Szellemekből sokféle létezik: kopogószellem, bosszúálló szellem, vagy olyan ómen, mely figyelmezteti az embereket egy közelgő veszélyre.

## Időpontok és helyszínek
- 2005. november 13-19. – Manitoc-tó, Wisconsin

## Zenék
- Black Toast Music – What a Way to Go
- Ratt – Round And Round
- Billy Squier – Too Daze Gone
- Bad Company – Movin' On

## Külső hivatkozások
- Fulladás az Internet Movie Database-ben (angolul)
- Fulladás a Box Office Mojón (angolul)